# Tubilabium
Tubilabium é um género botânico pertencente à família das orquídeas (Orchidaceae).